# ブライアン・オヘダ
ブライアン・オスカル・オヘダ・ロドリゲス（Braian Óscar Ojeda Rodríguez, 2000年6月27日 - ）は、パラグアイ・中央県サン・ロレンソ出身のサッカー選手。メジャーリーグサッカー・レアル・ソルトレイク所属。ポジションはMF。

## クラブ経歴
2018年にオリンピア・アスンシオンのトップチームに昇格。12月3日のソル・デ・アメリカ戦でプロデビュー。2019-20シーズンはスーペルリーガ・アルヘンティーナのデフェンサ・イ・フスティシアでプレー。2021年2月21日のクラブ・グアラニー戦でプロ初ゴールを決めた。
2021年8月31日、ノッティンガム・フォレストFCと4年契約を締結したことが発表された。
2022年8月4日、レアル・ソルトレイクにレンタル移籍。2023年8月1日に完全移籍となった。

## 代表経歴
2017年からユース世代のパラグアイ代表に招集され、同年に南米U-17選手権、2019年には南米ユース選手権に出場。2021年5月に2022 FIFAワールドカップ・南米予選に向けてのフル代表に初招集。同年開催のコパ・アメリカ2021でフル代表デビューを果たした。